# Medvjeđi luk
Medvjeđi luk (divlji luk, srijemuž, sremuš, crijemuž, lat. Allium ursinum) vrsta je samonikle jestive biljke roda Allium. Biljka je srodna s lukom i češnjakom. Hrvatski narodni nazivi su i: crijemuš, srijemuš, divlji luk, šumski luk. 
Medvjeđi luk neiskusni berači često ne razlikuju od otrovnih biljaka kao što su mrazovac, đurđica i čemerika. No, za razliku od njega nijedna od ovih biljaka nema miris na luk. Ne preporuča se brati i konzumirati neiskusnim beračima jer konzumacija ponekih sličnih vrsta kao što je mrazovac može dovesti do smrti. Opasnost predstavlja i moguća zaraza lisičjom trakavicom.

## Područje rasta
Raste uglavnom u šumama diljem Europe i u pojedinim dijelovima Azije, kao i u Sjevernoj Africi. U Hrvatskoj raste i u nizinama i u planinskom području. U Dalmaciji, Hrvatskom primorju, te obalnom području Istre i na otocima ga nema.

## Jestivost
Svi su dijelovi biljke jestivi – lukovice, listovi, pupoljci, peteljke cvjetova, cvijet i nezreli, zeleni plodovi. Za jelo se listovi beru do cvatnje, uz napomenu da su najukusniji oni posve mladi, prije izbijanja cvjetne stapke. Prema arheološkim nalazima, biljka se koristi već oko 5000 godina.

## Sastav
Na 100 grama medvjeđi luk 
u prosjeku sadrži:
- voda – 89 gr
- bjelančevine – 2,4 gr
- masti – 0,1 gr
- ugljikohidrati – 7,1 gr
- vlakna – 6,1 gr
- organske kiseline – 0,1 gr
- pepeo – 1,1 gr

Vitamini:
- vitamin A – 700 mkg
- beta karotin  – 4,2 mg
- vitamin В1  – 0,03 mg
- vitamin В2  – 0,13 mg
- vitamin B4 – 6,5 mg
- niacin – 0,7 mg
- folna kiselina – 40 mkg
- vitamin C – 100 mg (listovi do 750 mg, zavisno o nadmorskoj visini, no po jednom domaćem istraživanju oko 63 mg)

Makroelementi mg/100g:
- kalij – 330,0
- kalcij – 120,0
- natrij – 41,0
- silicij – 4,0
- magnezij – 21,0
- sumpor – 73,8
- fosfor – 60,0
- klor – 25,0

Mikroelementi mkg/100 g:
- mangan – 100 – 240,0
- željezo – 0,27 mg/100 g
- aluminij – 323,0
- jod – 9,3 – 10,1
- bakar – 60 – 80,0
- cink – 210,0[3][4][5]

## Opis
Medvjeđi luk naraste do visine između 20 i 40 cm. Stabljika je trostrana, bijeli su cvjetovi skupljeni u višestruke, štitaste gronje. Listovi su eliptični, na dugim peteljkama. Sjeme je crne boje, okruglo. Lukovice su male i izduženog oblika. Kod nas cvate od kraja ožujka, pa do svibnja, u planinama sve do lipnja. Po sazrijevanju sjemenki nadzemni dio biljke odumire.

## Status zaštite
Kod nas ova biljka nije zaštićena, no u zemljama gdje je branje i konzumacija rašireno, poput Njemačke, biljka se smije brati samo za osobnu uporabu, dok se za prodaju smije sabirati samo uz posebno odobrenje. U Poljskoj je medvjeđi luk zaštićena biljka.

## Srodne vrste
Od drugih vrsta iz roda Allium najsrodniji mu je Allium victorialis, planinski luk, koji kod nas raste u višim planinama, prije svega u Gorskom kotaru, te na Velebitu, a na nekim mjestima raste zajedno s medvjeđim lukom (Bjelolasica, Bitoraj). Sadžaj vitamina C je u ovoj biljci do 700 mg. Mladi listovi, stabljike i cvjetovi te lukovice su jestivi. Također je cijenjena ljekovita biljka, posebice u Rusiji, Kini, Koreji i Japanu (u Japanu se uzgaja i najmanje  jedna kultivirana odlika).
U Sjevernoj Americi raste srodan mu Allium tricoccum, biljka koju su sjevernoamerički indijanci izrazito cijenili.

## Ljekovitost
Medvjeđi luk može između ostalog utjecati na snižavanje krvnog tlaka. List sadrži do 0,73 % vitamina C. U principu se može koristiti kao i bijeli luk, no smatra se da mu je djelovanje jače, što je dijelom i znanstveno dokazano.
Medvjeđi luk povećava apetit, povećava izlučivanje probavnih žlijezda, jača motorne funkcije crijeva. Osim toga, biljka ima baktericidno, fungicidno i antiskorbutično djelovanje.Neke znanstvene studije pripisuju mu i antikancerogeno i antivirusno djelovanje.
Drevna ljekovita biljka, poznat Germanima, Keltima i Rimljanima. Medvjeđi luk ima protuparazitsko i antimikrobno djelovanje (zbog visokog sadržaja eteričnog ulja). Preporučljivo je koristiti ga kod skorbuta i ateroskleroze, koristi se u narodnoj medicini već tisućama godina, kod groznica, kao protuparazitno i antimikrobno sredstvo, te kod raznih zaraznih crijevnih bolesti. U antičkom Rimu i srednjem vijeku smatralo ga se za dobar način da se očisti želudac i krv. U drevnim medicinskim raspravama spomenut kao pouzdan i siguran lijek za vrijeme epidemija kuge, kolere i drugih zaraznih bolesti. Infuzija divljeg luka liječi od groznice, kašlja, bronhitisa, reume i išijasa. 
Zdrobljeni listovi i sok medvjeđeg luka uspješno  se koriste izvana za razne kožne bolesti, osobito kod pojave lišajeva i bradavica.
Od davnina, medvjeđi luk je bio poznat kao antisklerotično sredstvo. Sprečava nakupljanje kolesterola u krvi, stimulira rad srca, snižava krvni tlak i pomaže kod normalizacije metabolizma.
Danas se ljekoviti preparati medvjeđeg luka proizvode i industrijski.

## Stanja i bolesti kod kojih je bolje ne uzimati medvjeđi luk
Uzimanje se ne preporuča trudnicama, te osobama koje boluju od gastritisa, upalnih procesa probavnog sustava, žutice, te upale žuči. Osobe koje uzimaju  sredstva koja razrijeđuju krv također ne  bi trebale  uzimati medvjedi luk.

## Zanimljivosti
Karlo Veliki je godine 812. u svojim Kapitularima preporučao uzgoj medvjeđeg luka. Smatra se da od svih europskih biljaka sadrži najviše sumpora (po nekim izvorima do 4,5 puta više od češnjaka!). Također je odličan izvor magnezija.Po jednom njemačkom istraživanju ubraja ga se u biljke koje upućuju na moguću prisutnost arheoloških nalazišta.

## Vanjske poveznice
- PFAF database Allium ursinum